# بنژامن پاوار
بنژامن پاوار (فرانسوی: Benjamin Pavard‎؛ زادهٔ ۲۸ مارس ۱۹۹۶) بازیکن فوتبال اهل فرانسه است که برای باشگاه فوتبال اینتر میلان در پست مدافع کناری بازی می‌کند.

## زندگی شخصی
پاوار در سال ۲۰۲۴ با دوست دختر خود کلئوفینا پنیشی، مدل فرانسوی ازدواج کرد.

## عملکرد باشگاهی

### رده های پایه
پاوار ابتدا با باشگاه شهر خود در Jeumont بازی کرد، جایی که ژان پیر پاپن، مهاجم سابق تیم ملی فوتبال فرانسه نیز کار خود را در آنجا آغاز کرد.
پاوار که توسط ژان میشل مشاهده شد، در سن ۹ سالگی به آکادمی باشگاه فوتبال لیل پیوست.برای فصل ۱۵–۲۰۱۴ در ۱۸ سالگی به تیم لیل بی اضافه شد. آن سال او در هشت بازی در هر ۳ پست خط دفاعی یعنی مدافع راست، مدافع وسط و مدافع چپ ایفای نقش کرد. برای مدافع تازه‌واردی مثل او میانگین ۶۳ دقیقه بازی در هر روز بازی آمار خوبی به نظر می‌رسید. برای همین او در همان سال با لیل یک قرار داد ۳ ساله بست.

### لیل
او اولین بازی خود را در لیگ ۱ در تاریخ ۳۱ ژانویه ۲۰۱۵ مقابل باشگاه فوتبال نانت انجام داد که به تساوی ۱ بر ۱ انجامید.

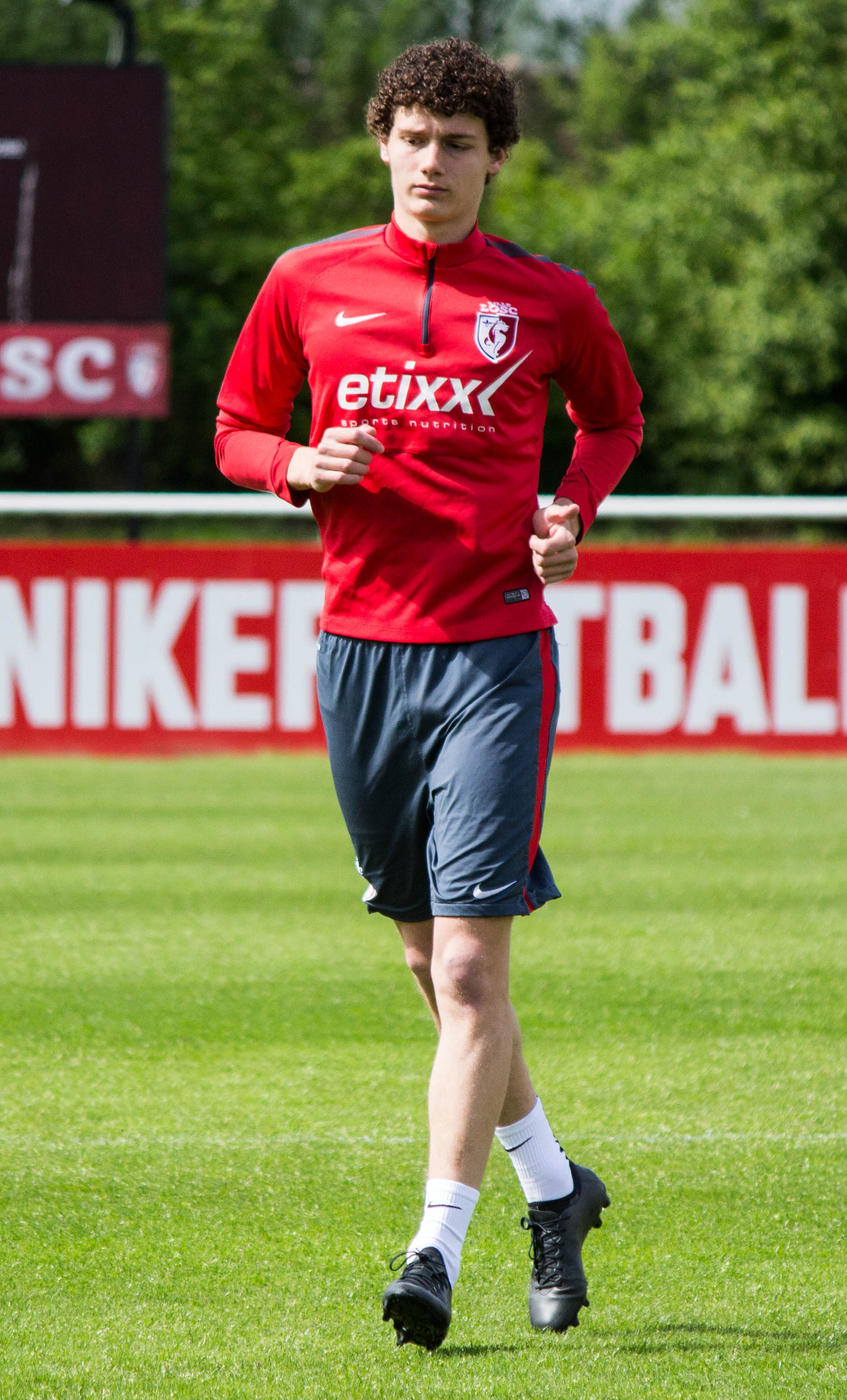
پاوارد در تمرین باشگاه فوتبال لیون در سال ۲۰۱۵

پاوارد در لیگ ۱ در دو فصل برای باشگاه فوتبال لیل ۲۱ بازی انجام داد. همچنین در مجموع ۲۵ بار برای این باشگاه به میدان رفت. او در تابستان فصل ۱۷–۲۰۱۶ با مبلغ ۵ میلیون یورو به تیم اشتوتگارت در بوندسلیگا ۲ پیوست.

### اشتوتگارت
در ۳۰ آگوست ۲۰۱۶، پاوارد به باشگاه فوتبال اشتوتگارت نقل مکان کرد و قراردادی چهار ساله امضا کرد.

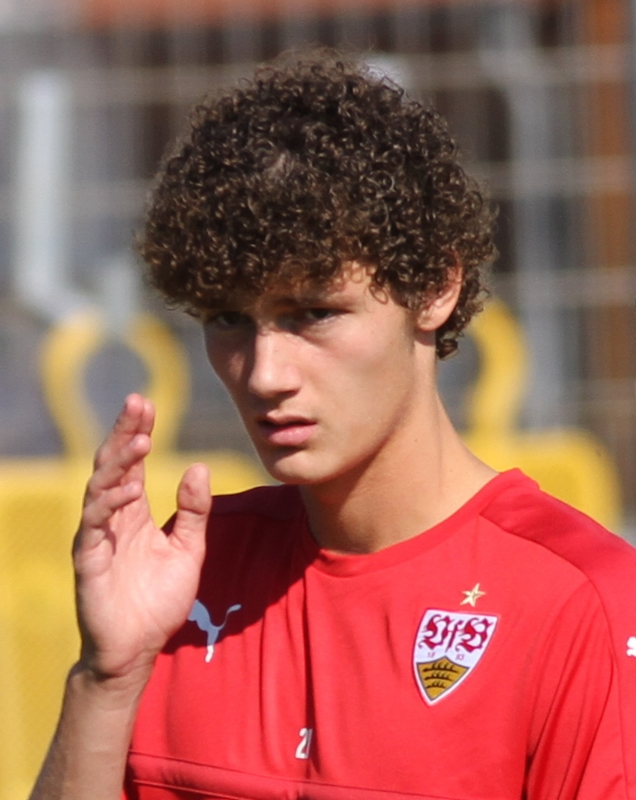
پاوارد در تمرین باشگاه فوتبال اشتوتگارت در سال ۲۰۱۶

او اولین بازی خود را در بوندسلیگا ۲ مقابل باشگاه فوتبال گروتر فورث انجام و موفق به گلزنی شد. در پایان فصل ۱۷–۲۰۱۶ پاوارد به همراه باشگاه فوتبال اشتوتگارت به قهرمانی بوندسلیگا ۲ رسید. او اولین گل خود را در بوندسلیگا در ۲۹ اکتبر ۲۰۱۷ به ثمر رساند تا به پیروزی ۳ بر ۰ تیمش مقابل باشگاه فوتبال فرایبورگ در ورزشگاه مرسدس بنز آرنا کمک کند. او قرارداد خود را در تاریخ ۲۰ دسامبر ۲۰۱۷ تا ۳۰ ژوئن ۲۰۲۱ تمدید کرد. او در طول سه فصل حضورش در باشگاه فوتبال اشتوتگارت ۸۸ بازی برای ای تیم انجام داد و ۲ گل به ثمر رساند. او در پایان فصل ۱۹–۲۰۱۸ با قردادی به ارزش ۳۵ میلیون یورو به باشگاه فوتبال بایرن مونیخ پیوست.

### بایرن مونیخ
باشگاه فوتبال بایرن مونیخ در تاریخ ۹ ژانویه ۲۰۱۹ اعلام کرد که بنجامین پاوارد را با قرادادی پنج ساله به خدمت گرفته است.
او اولین بازی خود را در ۳ آگوست در سوپر جام آلمان ۲۰۱۹ در برابر باشگاه فوتبال بوروسیا دورتموند انجام داد و در دقیقه ۸۰ به جای تیاگو آلکانتارا وارد زمین شد، اما نتوانست مانع شکست ۲ بر ۰ تیمش شود. در ۳۱ اگوست ۲۰۱۹ پاوارد اولین گل خود را برای بایرن مقابل باشگاه فوتبال ماینتس به ثمر رساند و به پیروزی ۶ بر ۱ تیمش کمک کرد. در تاریخ ۱۱ فوریه ۲۰۲۱ پاوارد گل قهرمانی تیمش را در فینال جام باشگاه‌های جهان ۲۰۲۰ مقابل باشگاه فوتبال تیگرس اونال به ثمر رساند.

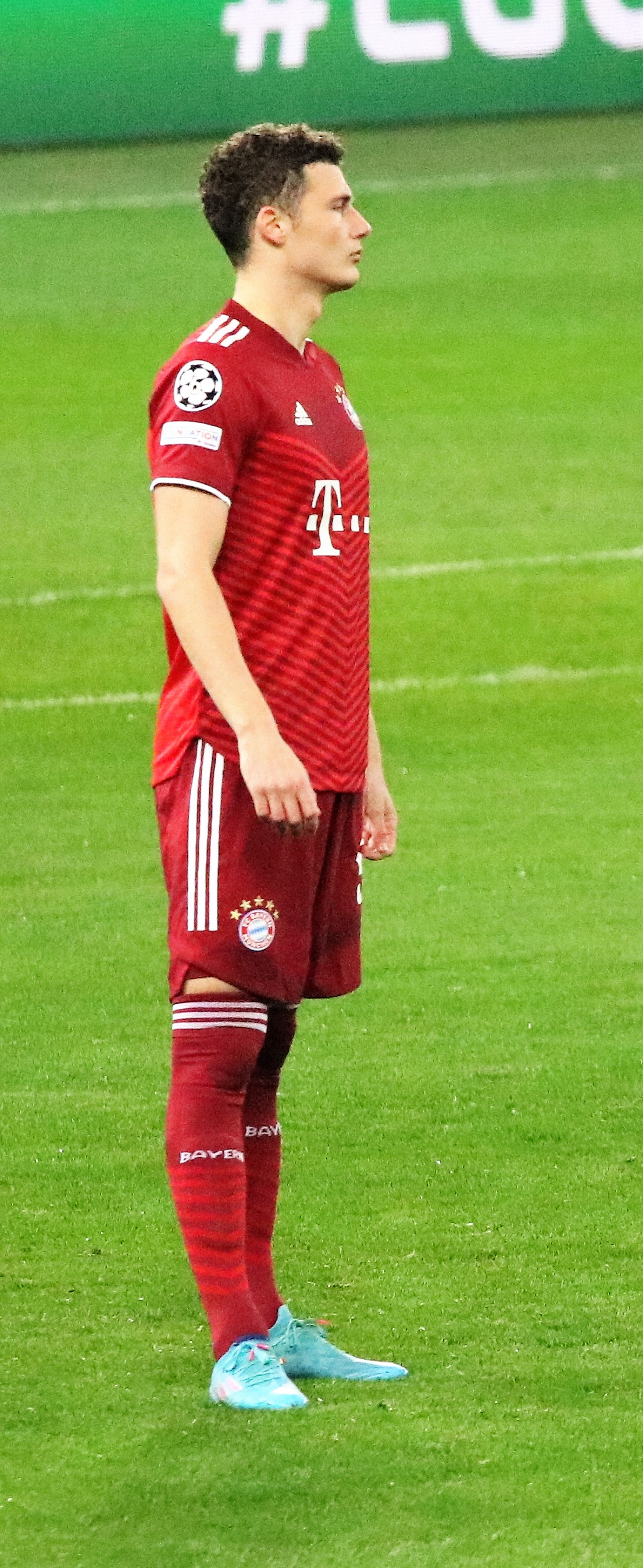
پاوارد در حال بازی برای باشگاه فوتبال بایرن مونیخ در سال ۲۰۲۲

در تاریخ ۲۶ اکتبر ۲۰۲۲، او اولین گل خود در لیگ قهرمانان اروپا را در پیروزی ۳ بر ۰ خارج از خانه مقابل باشگاه فوتبال بارسلونا به ثمر رساند. یک هفته بعد، او یک گل دیگر در پیروزی ۲ بر ۰ مقابل باشگاه فوتبال اینتر میلان به ثمر رساند، که موجب صدر نشی بایرن مونیخ با ۱۸ امتیاز برای دومین فصل پی در پی شد.

#### اینتر میلان
در تاریخ ۳۰ آگوست ۲۰۲۳، پاوارد با قراردادی ۵ ساله به ارزش ۳۰ میلیون یورو به باشگاه فوتبال اینترمیلان پیوست.
در تاریخ ۲۰ سپتامبر ۲۰۲۳ او اولین بازی خود را برای باشگاه فوتبال اینترمیلان مقابل باشگاه فوتبال رئال سوسیداد در لیگ قهرمانان اروپا انجام داد که بازی با تساوی ۱ بر ۱ پایان یافت.در ۲۲ ژانویه ۲۰۲۴ پاوارد موفق شد به همراه اینترمیلان بعد از پیروزی ۱ بر ۰ مقابل باشگاه فوتبال ناپولی به قهرمانی در سوپرجام فوتبال ایتالیا ۲۰۲۳ برسد و اولین جام خود را با این تیم به دست آورد.در ۲۲ آوریل ۲۰۲۴ بعد از پیروزی ۲ بر ۱ تیمش مقابل باشگاه فوتبال میلان پاوارد همراه اینتر به قهرمانی سری آ دست یافت.
۱۶ آوریث ۲۰۲۵ پاوارد اولین گل خود را برای باشگاه فوتبال اینتر میلان در تساوی ۲-۲ مقابل تیم سابقش باشگاه فوتبال بایرن مونیخ در بازی برگشت مرحله یک چهارم نهایی لیگ قهرمانان اروپا به ثمر رساند و به صعود اینتر به نیمه نهایی کمک کرد.

## آمار باشگاهی
تا تاریخ ۲ جولای ۲۰۲۵
| باشگاه            | فصل               | لیگ               | لیگ  | لیگ | جام حذفی | جام حذفی | جام اتحادیه | جام اتحادیه | اروپا | اروپا | سایر | سایر | مجموع | مجموع |
| باشگاه            | فصل               | دسته              | بازی | گل  | بازی     | گل       | بازی        | گل          | بازی  | گل    | بازی | گل   | بازی  | گل    |
| ----------------- | ----------------- | ----------------- | ---- | --- | -------- | -------- | ----------- | ----------- | ----- | ----- | ---- | ---- | ----- | ----- |
| لیون              | ۲۰۱۴–۱۵           | لیگ ۱             | ۸    | ۰   | ۰        | ۰        | ۰           | ۰           | _     | _     | _    | _    | ۸     | ۰     |
| لیون              | ۲۰۱۵–۱۶           | لیگ ۱             | ۱۳   | ۰   | ۱        | ۰        | ۳           | ۰           | _     | _     | _    | _    | ۱۷    | ۰     |
| مجموع لیون        | مجموع لیون        | مجموع لیون        | ۲۱   | ۰   | ۱        | ۰        | ۳           | ۰           | _     | _     | _    | _    | ۲۵    | ۰     |
| اشتوتگارت         | ۲۰۱۶–۱۷           | بوندسلیگا ۲       | ۲۱   | ۱   | ۰        | ۰        | _           | _           | _     | _     | _    | _    | ۲۱    | ۱     |
| اشتوتگارت         | ۲۰۱۷–۱۸           | بوندسلیگا ۱       | ۳۴   | ۱   | ۲        | ۰        | _           | _           | _     | _     | _    | _    | ۳۶    | ۱     |
| اشتوتگارت         | ۲۰۱۸–۲۰۱۹         | بوندسلیگا ۱       | ۲۹   | ۰   | ۰        | ۰        | _           | _           | ۲     | ۰     | _    | _    | ۳۱    | ۰     |
| مجموع اشتوتگارت   | مجموع اشتوتگارت   | مجموع اشتوتگارت   | ۸۴   | ۲   | ۲        | ۰        | _           | _           | ۲     | ۰     | _    | _    | ۸۸    | ۲     |
| بایرن مونیخ       | ۲۰۱۹–۲۰           | بوندسلیگا ۱       | ۳۲   | ۴   | ۶        | ۰        | _           | _           | ۸     | ۰     | ۱    | ۰    | ۴۷    | ۴     |
| بایرن مونیخ       | ۲۰۲۰–۲۱           | بوندسلیگا ۱       | ۲۴   | ۰   | ۱        | ۰        | _           | _           | ۷     | ۰     | ۴    | ۱    | ۳۶    | ۱     |
| بایرن مونیخ       | ۲۰۲۱–۲۲           | بوندسلیگا ۱       | ۲۵   | ۰   | ۱        | ۰        | _           | _           | ۱۰    | ۰     | ۰    | ۰    | ۳۶    | ۰     |
| بایرن مونیخ       | ۲۰۲۲–۲۳           | بوندسلیگا ۱       | ۳۰   | ۴   | ۳        | ۰        | _           | _           | ۹     | ۲     | ۱    | ۱    | ۴۳    | ۷     |
| بایرن مونیخ       | ۲۰۲۳–۲۴           | بوندسلیگا ۱       | ۰    | ۰   | ۰        | ۰        | _           | _           | ۰     | ۰     | ۱    | ۰    | ۱     | ۰     |
| مجموع بایرن مونیخ | مجموع بایرن مونیخ | مجموع بایرن مونیخ | ۱۱۱  | ۸   | ۱۱       | ۰        | _           | _           | ۳۴    | ۲     | ۷    | ۲    | ۱۶۳   | ۱۲    |
| اینترمیلان        | ۲۰۲۳–۲۴           | سری آ             | ۲۳   | ۰   | ۱        | ۰        | _           | _           | ۵     | ۰     | ۲    | ۰    | ۳۱    | ۰     |
| اینترمیلان        | ۲۰۲۴–۲۵           | سری آ             | ۲۳   | ۰   | ۲        | ۰        | _           | _           | ۱۲    | ۱     | ۱    | ۰    | ۳۸    | ۱     |
| مجموع اینترمیلان  | مجموع اینترمیلان  | مجموع اینترمیلان  | ۴۶   | ۰   | ۳        | ۰        | _           | _           | ۱۷    | ۱     | ۳    | ۰    | ۶۹    | ۱     |
| مجموع آمار        | مجموع آمار        | مجموع آمار        | ۲۸۲  | ۱۰  | ۱۷       | ۰        | ۳           | ۰           | ۵۱    | ۳     | ۱۲   | ۲    | ۳۶۵   | ۱۶    |

## افتخارات

### باشگاهی
اشتوتگارت
- بوندس‌لیگا ۲(۱): ۱۷–۲۰۱۶

بایرن مونیخ
- بوندس‌لیگا(۴): ۲۰–۲۰۱۹، ۲۱–۲۰۲۰، ۲۲–۲۰۲۱، ۲۳–۲۰۲۲
- جام حذفی فوتبال آلمان(۱): ۲۰–۲۰۱۹
- سوپر جام فوتبال آلمان(۳): ۲۰۲۰، ۲۰۲۱، ۲۰۲۲
- لیگ قهرمانان اروپا(۱): ۲۰–۲۰۱۹[۲۹]
- سوپر جام اروپا(۱): ۲۰۲۰
- جام باشگاه های جهان(۱): ۲۰۲۰

اینتر میلان
- سری آ(۱): ۲۴–۲۰۲۳
- سوپر جام فوتبال ایتالیا(۱): ۲۰۲۳
- لیگ قهرمانان اروپا: ۲۵–۲۰۲۴ (نایب‌قهرمان)

### ملی
فرانسه
- جام جهانی فوتبال(۱): ۲۰۱۸
  - ۲۰۲۲ نایب قهرمان
- لیگ ملت‌های اروپا(۱): ۲۱–۲۰۲۰

### شخصی
- تیم منتخب بوندسلیگا(۱): ۲۰–۲۰۱۹
- بهترین گل جام جهانی(۱): ۲۰۱۸
- نشان لژیون دونور: ۲۰۱۸[۳۰]

## آمار ملی

### بازی‌های ملی
تا تاریخ ۲۶ سپتامبر ۲۰۲۴
| فرانسه | فرانسه | فرانسه | فرانسه |
| سال    | بازی   | گل     | پاس گل |
| ------ | ------ | ------ | ------ |
| ۲۰۱۷   | ۲      | ۰      | ۰      |
| ۲۰۱۸   | ۱۶     | ۱      | ۱      |
| ۲۰۱۹   | ۹      | ۰      | ۱      |
| ۲۰۲۰   | ۴      | ۱      | ۰      |
| ۲۰۲۱   | ۱۱     | ۰      | ۱      |
| ۲۰۲۲   | ۵      | ۰      | ۰      |
| ۲۰۲۳   | ۵      | ۳      | ۰      |
| ۲۰۲۳   | ۳      | ۰      | ۰      |
| مجموع  | ۵۵     | ۵      | ۳      |

### گل‌های ملی
| شماره | تاریخ          | میزبان | بازی ملی | حریف     | نتیجه | رقابت                         |
| ----- | -------------- | ------ | -------- | -------- | ----- | ----------------------------- |
| ۱     | ۳۰ ژوئن ۲۰۱۸   | کازان  | ۹        | آرژانتین | ۴–۳   | جام جهانی ۲۰۱۸ روسیه          |
| ۲     | ۱۷ نوامبر ۲۰۲۰ | پاریس  | ۳۱       | سوئد     | ۴–۲   | لیگ ملت‌های اروپا ۲۱–۲۰۲۰      |
| ۳     | ۲۷ مارس ۲۰۲۳   | دوبلین | ۴۸       | ایرلند   | ۱–۰   | مقدماتی جام ملت‌های اروپا ۲۰۲۴ |
| ۴     | ۱۷ اکتبر ۲۰۲۳  | لیل    | ۵۲       | اسکاتلند | ۴–۱   | دوستانه                       |
| ۵     | ۱۷ اکتبر ۲۰۲۳  | لیل    | ۵۲       | اسکاتلند | ۴–۱   | دوستانه                       |

## عملکرد ملی

### جوانان
پاوارد در ۳۱ ماه مارس ۲۰۱۵ با دعوت شدن به اردوی تیم ملی زیر ۱۹ سال فرانسه اولین حضور خود در عرصه ملی را تجربه کرد. او برای تیم ملی زیر ۱۹ سال فرانسه ۴ بازی کرد و بعد از ۶ ماه به تیم ملی زیر ۲۱ سال فرانسه دعوت شد و این در حالی بود که ۱۹ سال داشت و پیر مانکوفسکی به او اعتماد کرده بود و در اکثر بازی‌ها به او بازی می داد. 

### بزرگسالان
در ۶ نوامبر ۲۰۱۷، پاوارد توسط دیدیه دشان سرمربی تیم ملی فوتبال فرانسه برای بازی های دوستانه مقابل تیم ملی فوتبال ولز و تیم ملی فوتبال آلمان انتخاب شد. او اولین بازی خود را در برابر تیم ملی فوتبال ولز در ۱۰ نوامبر ۲۰۱۷ انجام داد، و به برد ۲ بر ۰ تیمش کمک کرد.پاوارد در تاریخ ۱۷ می ۲۰۱۸، در ترکیب تیم ملی فوتبال فرانسه برای حضور در جام جهانی فوتبال ۲۰۱۸ روسیه قرار گرفت. او اولین بازی خود را در جام جهانی فوتبال در پیروزی ۲-۱ مقابل استرالیا انجام داد. در ۳۰ ژوئن، پاوارد اولین گل ملی خود را مقابل تیم ملی فوتبال آرژانتین به ثمر رساند که به عنوان زیباترین گل جام انتخاب شد. و به عنوان نامزد جایزه پوشکاش فیفا نیز انتخاب شد. او همچنین اولین مدافع فرانسوی بود که از زمان گلزنی لیلیان تورام در نیمه نهایی جام جهانی فوتبال ۱۹۹۸ مقابل کرواسی در جام جهانی گلزنی می‌کرد.در نهایت پاوارد با فرانسه به قهرمانی جام جهانی ۲۰۱۸ رسید.

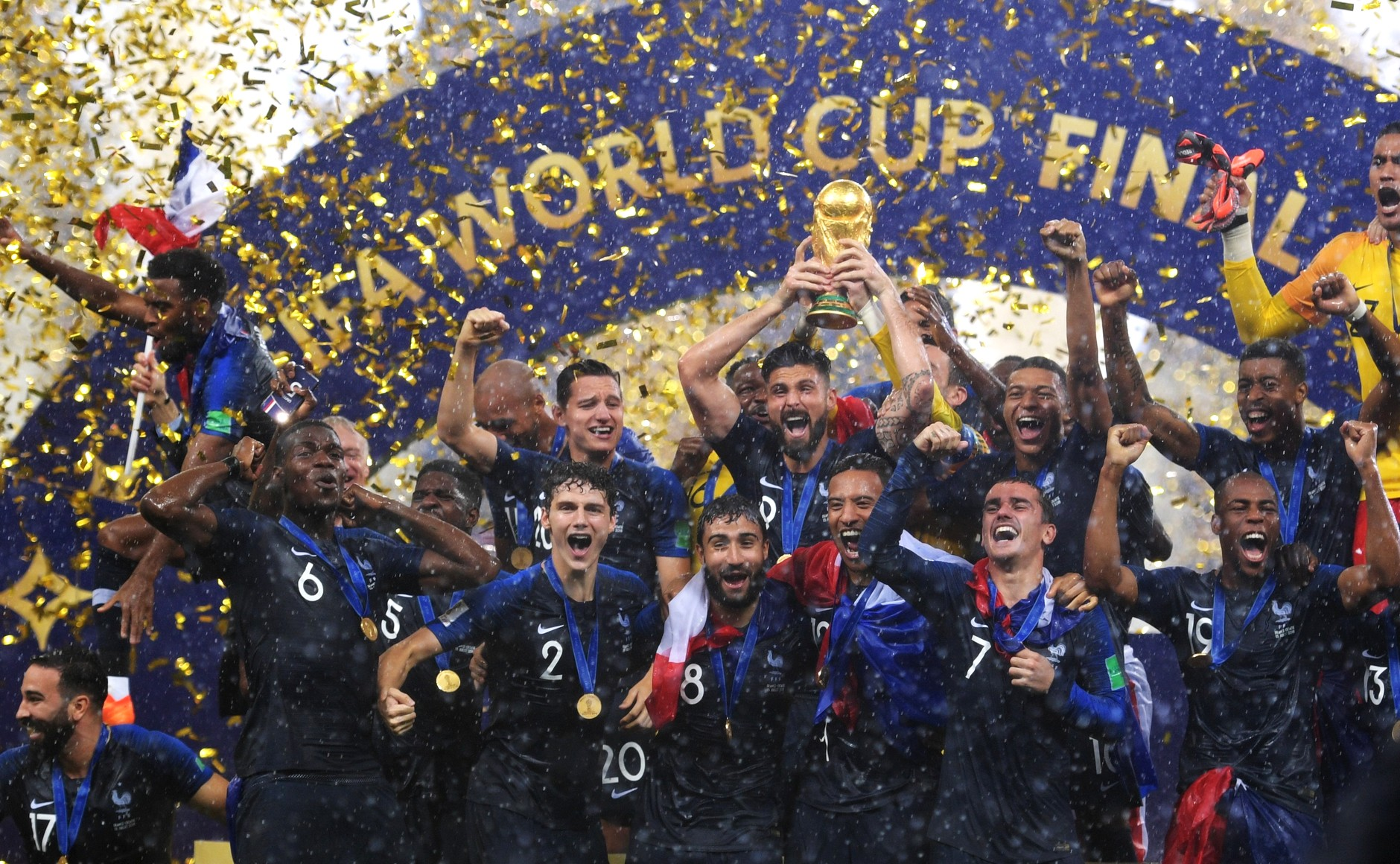
بنیامین پاوارد در جش قهرمانی تیم ملی فوتبال فرانسه در جام جهانی فوتبال ۲۰۱۸

همچنین پاوارد به همراه فرانسه در جام ملت‌های اروپا ۲۰۲۰ حضور داشت. وی در لیگ ملت‌های اروپا ۲۱–۲۰۲۰ نیز فرانسه را همراهی کرد و به قهرمانی رسید.
در ۹ نوامبر ۲۰۲۲، پاوارد برای حضور جام جهانی فوتبال ۲۰۲۲ قطر به ترکیب تیم ملی فوتبال فرانسه  دعوت شد. او و تیم ملی فوتبال فرانسه در جام جهانی فوتبال ۲۰۲۲ نیز به فینال رسیدند، اما نتیجه را در ضربات پنالتی به تیم ملی فوتبال آرژانتین واگذار کردند و نایب قهرمان شدند.
در ۱۷ اکتبر ۲۰۲۳ پس از خروج کیلیان امباپه در دقایق پایانی بازی برابر تیم ملی فوتبال اسکاتلند پاوارد برای اولین بار بازوبند کاپیتانی را به بازو بست. در این مسابقه او گل اول و دوم تیمش را با ضربه سر به ثمر رساند.
در مئ ۲۰۲۴ او در لیست نهایی تیم ملی فوتبال فرانسه برای حضور در جام ملت‌های اروپا ۲۰۲۴ قرار گرفت..